# Hamlet (film, 1948)
Pour les articles homonymes, voir Hamlet (homonymie).
Pour plus de détails, voir Fiche technique et Distribution.
Hamlet est un film britannique de Laurence Olivier, sorti en 1948, adaptation de la pièce éponyme de William Shakespeare.
Ce film est le second de la trilogie shakespearienne de Laurence Olivier (Henry V, Hamlet et Richard III).

## Synopsis
Le roi du Danemark, père d'Hamlet, est mort récemment ; son frère Claudius l'a remplacé comme roi ; et ceci, moins d'un mois après avoir épousé Gertrude, la veuve de son frère. Le spectre du roi apparaît alors et  révèle à son fils qu'il a été tué par Claudius. Hamlet doit venger son père et, pour mener à bien sa tâche, simule la folie ; mais il semble incapable d'agir et, devant l'étrangeté de son comportement, l'on en vient à se demander dans quelle mesure il a conservé sa raison. On met cette folie passagère sur le compte de l'amour qu'il porterait à Ophélie, fille de Polonius, chambellan et conseiller du roi.

## Fiche technique
- Titre : Hamlet
- Titre original : Hamlet
- Réalisation : Laurence Olivier
- Scénario : Laurence Olivier (non crédité) d'après la pièce Hamlet de William Shakespeare
- Images : Desmond Dickinson
- Musique : William Walton
- Production : Laurence Olivier, Herbert Smith (non crédité), Reginald Beck et Anthony Bushell pour Two Cities Films
- Pays de production : Royaume-Uni
- Format : Noir et Blanc - 1,37:1
- Genre cinématographique : Drame
- Durée : 155 minutes
- Dates de sortie : 
  - Royaume-Uni : 4 mai 1948
  - Italie : 5 septembre 1948 (Mostra de Venise)
  - USA : 29 septembre 1948
  - France : 14 octobre 1948
- Affiche : Clément Hurel (France)

## Distribution
- Laurence Olivier (VF : Yves Furet) : Hamlet, le prince du Danemark
- Eileen Herlie  (V.F : Hélène Tossy) : Gertrude, la reine
- Basil Sydney : Claudius, le roi
- Norman Wooland (VF : Jean Martinelli) : Horatio, l'ami d'Hamlet
- Felix Aylmer  (V.F : Jean Brochard) : Polonius, le lord chambellan
- Terence Morgan : Laërte, le fils de Polonius
- Jean Simmons : Ophélie, la fille de Polonius
- Peter Cushing : Osric
- Stanley Holloway : le fossoyeur
- Russell Thorndike : le prêtre
- John Laurie : Francisco
- Anthony Quayle : Marcellus
- Esmond Knight : Bernardo
- Niall MacGinnis : le capitaine du navire
- Harcourt Williams : le premier comédien

## Récompenses et distinctions
- Oscars du cinéma 1949 :
  - Meilleur film : Laurence Olivier
  - Meilleur acteur : Laurence Olivier
  - Meilleure direction artistique, noir et blanc : Roger K. Furse et Carmen Dillon
  - Meilleure création de costumes, noir et blanc : Roger K. Furse

- Mostra de Venise 1948 : Lion d'or
- Coupe Volpi de la meilleure interprétation féminine 1948  : Jean Simmons
- Golden Globes 1949 :
  - Golden Globe du meilleur acteur : Laurence Olivier

- British Academy Film Awards (BAFA) 1949 :
  - British Academy Film Award du meilleur film.

## Autour du film
- Laurence Olivier avait 41 ans lorsque Hamlet sortit, alors qu'Eileen Herlie, qui joue sa mère, n'avait que 30 ans.
- Dans le film, Olivier a choisi d'omettre trois personnages essentiels de la pièce de Shakespeare : Fortinbras, Rosencrantz et Guildenstern.
- C'est Olivier lui-même qui prête sa voix au spectre du père d'Hamlet, en s'enregistrant sur un magnétophone joué à vitesse lente.
- Hamlet est le premier film non-américain à avoir remporté l'Oscar du meilleur film.